# Aedes strelitziae
Aedes strelitziae är en tvåvingeart som beskrevs av Muspratt 1950. Aedes strelitziae ingår i släktet Aedes och familjen stickmyggor. Inga underarter finns listade i Catalogue of Life.